# Referéndum electoral de Samoa Americana de 1973
Un referéndum sobre la elección directa de gobernadores y vice gobernadores tuvo lugar en Samoa Americana el 4 de agosto de 1973. A los electores se les preguntó si aprobaban una propuesta que permitiría la elección directa de gobernadores y vicegobernadores. Al igual que el referéndum similar anterior, la participación fue baja, de 23,60%, y la propuesta fue rechazada, con un 34,30% de los electores votando "sí" y un 65,70% votando "no". Una propuesta idéntica fue promovida dos veces más hasta que finalmente fuera aprobada en 1976.